# 장자닝
장자닝(Zhang Jianing, 1989년 5월 26일 ~ )은 중국의 배우이다.

## 출연작

### 드라마
- 2017년 저장 위성 텔레비전 중국람극장 《계모비상천》 - 추옌 역
- 2017년 텐센트 웹드라마 《구주해상목운기》 - 목운엄상 역
- 2017년 동방 위성 텔레비전 동방극장 《헌원검지한지운》 - 황애 역
- 2017년 베이징 텔레비전 품질극장 《아적노파시기파》 - 창티엔후이 역
- 2018년 아이치이 웹드라마 《당전》 - 이안란 역
- 2018년 텐센트 웹드라마 《여의전》 - 영귀비 파림씨 역
- 2018년 후난위성텔레비전 금응독파극장 《지부지부응시녹비홍수》 - 성여란 역
- 2019년 유쿠 웹드라마 《애상니치유아》 - 아이미마 역
- 2020년 장쑤 위성 텔레비전 행복극장 《결승법정》 - 부소유 역
- 2020년 동방 위성 텔레비전 동방극장 《연소》 - 쉬자통 역
- 2020년 아이치이 웹드라마 《타기실몰유나마애니》 - 정정 역
- 2020년 텐센트 웹드라마 《친애적설계사》 - 심천천 역
- 2020년 동방 위성 텔레비전 동방극장 《대강대하 2》 - 임하이 역
- 2020년 아이치이 웹드라마 《흑백금구》 - 소령 역
- 2021년 저장 위성 텔레비전 중국람극장 《교씨네 아들 딸》 - 창싱위 역
- 2022년 아이치이 웹드라마 《별처럼 빛나는 너에게》 - 린베이싱 역